# レクラジ・バッタ

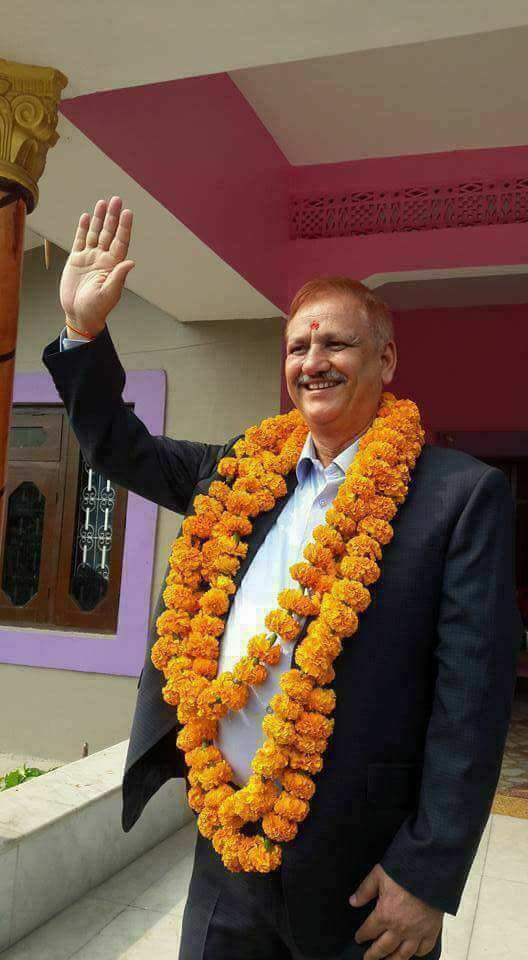
レクラジ・バッタ

レクラジ・バッタ（英:Lekh Raj Bhatta または Lekhraj Bhatta）はネパールの政治家。ネパール共産党毛沢東主義派に所属。2008年8月31日、プラチャンダ内閣に労働・運輸管理大臣として入閣。2008年時点で48歳。
2008年4月10日、制憲議会選挙では、カイラリ郡第5選挙区に立候補して当選している。